# Josep Martines Peres
Josep Martines Peres (Benimantell, la Marina Baixa, febrer del 1963) és un filòleg valencià, acadèmic de l'Acadèmia Valenciana de la Llengua, membre numerari 263 de la Secció Filològica de l'Institut d'Estudis Catalans i president de la Comissió de Lexicografia del IEC.
Josep Martines va fer estudis de magisteri (amb especialitat de filologia anglesa), especialitat de la qual es va llicenciar l'any 1984. Dos anys més tard es va llicenciar en filologia catalana amb la màxima qualificació, disciplina a la qual dedicarà la seua tasca investigadora futura. Ha estudiat el màster de Toponímia de la Universitat de València (1991) i es va doctorar en Filologia Catalana l'any 1997. Actualment és catedràtic universitari en la Universitat d'Alacant. És membre de la Secció Filològica de l'IEC des del 13 de juny de 2006, en l'especialitat de lexicografia; i va ser triat acadèmic de l'AVL el 5 de juliol de 2016, incorporant-se en la secció de Terminologia i Llenguatges Específics. Actualment en forma part com a vocal de la secció d'Onomàstica i és secretari de la secció de Lexicografia de l'Acadèmia. Altres associacions a les quals pertany són l'Associació Hispànica de Literatura Medieval, l'Associació Internacional de Llengua i Literatura Catalanes i l'Institut Interuniversitari de Filologia Valenciana, del qual ha format part de la Junta de Govern, com a tresorer i com a secretari, entre 1997 i 2003. Ha dirigit un total de 9 tesis doctorals.
Els seus àmbits d'estudi són l'estudi de la lingüística sincrònica, amb especial atenció al l'estudi de la semàntica i la lingüística cognitiva; però també estudia temes de lexicografia i sintaxi històriques, terminologia i toponímia, així com material pedagògic. Actualment es troba realitzant una tasca investigadora sobre la gramàtica del català en l'època moderna (1601-1834).

## Publicacions
Josep Martines ha escrit més d'un centenar d'articles en diverses revistes filològiques, tant de l'àmbit català com internacional, i ha coautorat diversos llibres; a més d'haver dirigit tesis doctorals i altres treballs d'investigació. Aquests se centren, especialment, en la creativitat lèxica, la proximitat lèxica entre el català i l'aragonés, la sintaxi diacrònica, l'onomàstica, la terminologia des d'un punt de vista sociolingüístic, i la lexicografia.

### Llibres (autoria)
- El valencià del segle xix: Estudi lingüístic del «Diccionario valenciano» de Josep Pla i Costa (2000). Abadia de Montserrat. ISBN 84-8415-257-X
- Per a una gramàtica del català antic (amb Manuel Pérez Saldanya, 2009). Institut Interuniversitari de Filologia Valenciana (Symposia Philologica, 17). ISBN 978-84-608-0653-0.
- L'anomenat «“lo” neutre». L'expressió de l'abstracció del català: una aproximació diacrònica (2010). Institut Interuniversitari de Filologia Valenciana : Abadia de Montserrat. ISBN 978-84-9883-288-4
- El valencià del segle xix, el lèxic : L'aportació del «Diccionario valenciano» de Josep Pla i Costa (2012). Institut d'Estudis Catalans. ISBN 978-84-9965-105-7